# ASC Corona 2010 Braszów (piłka nożna)
ASC Corona 2010 Braszów (rum. ASC Corona 2010 Brașov) – rumuński klub piłkarski z siedzibą w Braszowie.

## Historia
Chronologia nazw:
- 2007—2010: Sport Club Municipal Brașov
- Od 2010: ASC Corona 2010 Brașov

Klub został założony w 2007 roku jako Sport Club Municipal Brașov. W sezonie 2009/10 zajął 1. miejsce w czwartej lidze. W 2010 otrzymał nowego sponsora i zmienił nazwę na ASC Corona 2010 Brașov. W sezonie 2010/11 debiutował w Serii VI trzeciej ligi, w której zajął 4. miejsce. W następnym sezonie uplasował się na pierwszej pozycji i awansował do drugiej ligi. W pierwszym sezonie w Serii II Ligi II zajął 1. miejsce i po raz pierwszy zdobył awans do pierwszej ligi.

## Sukcesy

### Trofea międzynarodowe
Nie uczestniczył w rozgrywkach europejskich (stan na 31-05-2013).

### Trofea krajowe
| \| \| Zdobyte trofea w rozgrywkach Rumunii (stan na: 31-05-2013) \| |                                                            |      |                 |
| Rozgrywki                                                           | Osiągnięcie                                                | Razy | Sezon(y)        |
| Mistrzostwo                                                         | I miejsce                                                  | 0    |                 |
| Mistrzostwo                                                         | II miejsce                                                 | 0    |                 |
| Mistrzostwo                                                         | III miejsce                                                | 0    |                 |
| Mistrzostwo                                                         | ? miejsce                                                  | 1    | 2014            |
| Puchar                                                              | zdobywca                                                   | 0    |                 |
| Puchar                                                              | finalista                                                  | 0    |                 |
| Puchar                                                              | 1/64 finału                                                | 1    | 2013            |
| II liga                                                             | I miejsce                                                  | 1    | 2013 (Seria II) |
| II liga                                                             | II miejsce                                                 | 0    |                 |
| II liga                                                             | III miejsce                                                | 0    |                 |
| Rumunia                                                             | Zdobyte trofea w rozgrywkach Rumunii (stan na: 31-05-2013) |      |                 |

- Liga III (D3):
  - mistrz (1x): 2012 (Seria VI)

## Stadion
Klub rozgrywa swoje mecze domowe na stadionie Silviu Ploeșteanu w Braszowie, który może pomieścić 8,800 widzów.